# Contea di Bruce Rock
La contea di Bruce Rock è una delle 43 local government areas che si trovano nella regione di Wheatbelt, in Australia Occidentale. Si estende su di una superficie di circa 2.772 chilometri quadrati ed ha una popolazione di 1.250 abitanti.